# 包機

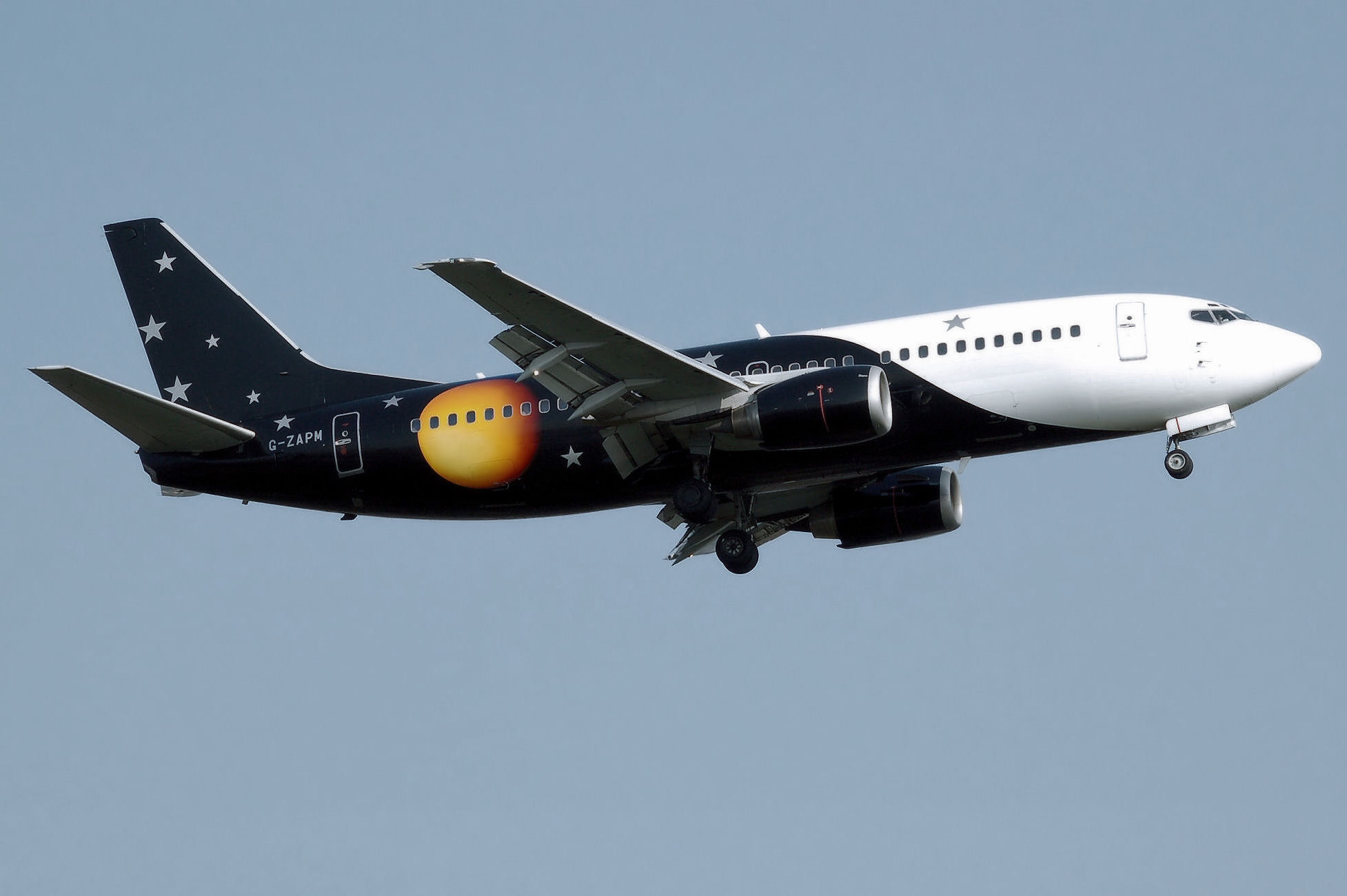
專營包機的英國泰坦航空飛機

包機，是出租整架飛機的一種形式，有如出租車，主要分為指定行程、目的地和時間等三種。包機不是定期班機，租戶與機主訂立出租合約。包機的乘客是租戶的顧客，除了客運包機之外，還有貨運包機。

## 主要包機客戶

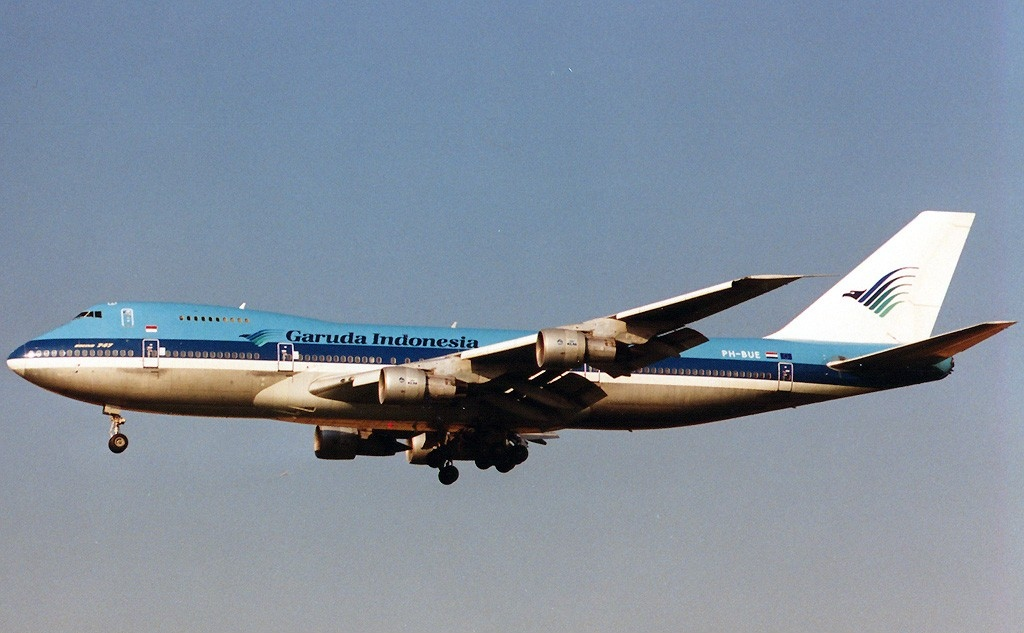
荷蘭皇家航空曾将部分波音747-200租予加鲁达印尼航空，用于朝觐包机

- 旅行社

如1977年於西班牙海外屬地加那利群島發生的特內里費空難，發生相撞事故的荷蘭航空與泛美航空皆為旅行社包機。
- 朝聖團、進香團

如世界各地的穆斯林組織包機隊伍飛往麥加朝覲，以及台灣香客前往福建湄洲媽祖廟進香（或湄洲媽祖來台出巡）等宗教盛會。
- 大型企業

企業總裁或高階主管的私人噴射飛機，部分的噴射飛機以包機形式使用。
跨國貨運包機，通常供給大型電子製造業、精密儀器工業、特大貨物、古董及藝術品、蔬果與肉類運輸等場合使用，以保障貨品平穩與快速到達；例如富士康所代工生產的iPhone從成都雙流國際機場與深圳寶安國際機場空運到美國。知名的大型貨運包機如美國製波音747、烏克蘭製An-124與An-225。
- 動物運輸

除了搜救犬、警犬、導盲犬等可以在客機機艙活動的動物外，某些體型較大或需要特殊生存條件的動物，如馬、無尾熊和鰻魚苗等，需要將牠們安置在動物專用的貨廂並送入運輸機；例如中國大陸的「熊貓外交」。
- 軍隊及救護團隊

軍用包機多半供陸軍、空降部隊、海軍陸戰隊進行快速前線部署，如美國在波斯灣戰爭期間就徵調了民航業者提供包機飛往中東前線，以及2008年汶川大地震期間解放軍以包機方式進入災區救災。
另外在部分的天災及戰亂地區，包機也當作撤僑或人道救援等任務，但由外交部門或跨國救災單位主導，如1998年印尼黑色五月暴動、1999年台灣九二一地震、2010年海地地震、2011年利比亞內戰、2019冠状病毒病疫情等。
常見的軍用包機如美國製的C-5、C-130、俄製Il-76等。
在台澎金馬地區，每年農曆新年期間，為因應供不應求的台灣本島與外島之間的民航班次，中華民國國軍經常使用C-130運輸機充當包機提供外島居民親屬往來外島與台灣本島；特別是在金門尚義機場、馬祖北竿機場、南竿機場及澎湖馬公機場等缺乏ILS系統的外島場站，若因為濃霧等原因導致機場關閉以至於無法提供民航機起降時，軍用包機就被賦予接送離島軍民的任務。
- 體育隊伍

如世界盃足球賽、奧林匹克運動會等場合，都有各國代表隊的包機。在美國有些大聯盟球隊也租用包機載運其運動員到各地球場比賽。
- 政治人物

部分的國家元首、政府首腦或其他官員出訪他國時，會組織政府包機團隊，多半由一個國家的國家航空公司負責，如國航、華航、長榮等民航業者也為政治人物提供出訪包機服務。
- 演藝團體或藝人

部分的交響樂團、劇團、演唱團體，包機的目的除了人員運輸外，也擔負器材運輸的工作。
- 尚未簽定航約的兩地

如台灣海峽兩岸在尚未簽定定期航約前，先以包機的形式在兩岸間載送旅客，稱為兩岸包機。
- 政府組織，例如聯合國航空。聯合國航空並不提供客貨運輸服務，只租借飛機來執行人道救援，和平談判等任務，以搭載官員和工作人員，同時將搭載救援物資等貨物。

## 包機公司一覽
包機公司皆為民營，除了自行購機營運外，部分飛機是藉由向其他公司濕租或乾租所獲得。
- 梦翔太航（Dream-Jets，亚洲）
- 泰坦航空（Titan Airways，英國）
- Air Charter Service（ACS，英國）
- 神鷹航空（Condor，德國）
- 全祿航空（Transaero，俄羅斯）
- 安特航空（Enter Air，波蘭）
- 探索航空 (AirExplore，斯洛伐克)
- 勞達航空（Lauda，奧地利）

## 參看
- 兩岸包機